# Petro Bujko
Petro Mychajłowycz Bujko (ur. 19 października?/31 października 1895 w Bielsku Podlaskim, zm. 15 października 1943 w Jarosziwce, Rejon fastowski) – ukraiński lekarz urolog-ginekolog. Profesor Narodowego Medycznego Uniwersytetu im. O.Bohomolca w Kijowie.

## Życiorys
Z pochodzenia Białorusin, od 1917 pracował w Kijowie jako asystent medyczny i rozpoczął studia na tamtejszym Uniwersytecie Medycznym. W 1918 przerwał naukę i walczył w wojnie domowej przeciwko powstaniu Centralnej Rządu Ukraińskiej Republiki Ludowej. Następnie powrócił na uczelnię, którą ukończył w 1922, wcześniej, w 1921 został członkiem Komunistycznej Partii Związku Radzieckiego. W 1933 został dyrektorem Kijowskiego Instytutu Matki i Dziecka Ochmatdyt, w 1938 uzyskał tytuł profesora a w 1940 doktora nauk medycznych. W 1941 zgłosił się na ochotnika do Armii Czerwonej, stanął na czele batalionu medycznego. Został ciężko ranny pod Humaniem, gdy podczas ewakuacji ludności wybuchła mina. Aresztowany i uwięziony przez Niemców zbiegł podczas konwojowania jeńców, po utracie przytomności został przez przypadkowych mieszkańców przetransportowany do szpitala w Fastowie, gdzie umieszczono go jako rannego w wypadku drogowym. Po wyzdrowieniu od lutego 1942 pracował w tym szpitalu i działał w konspiracji. Organizował grupy oporu w okolicznych wioskach oraz leczył rannych partyzantów ukrywając ich w szpitalu. W lipcu 1943 jego działalność została dekonspirowana, aby się ukryć przeszedł do oddziałów partyzanckich, gdzie został lekarzem 4 batalionu pod dowództwem A. Grysiuka. Został aresztowany 13 października 1943 podczas obławy obejmującej wsie Tomaszówka i Jarosziwka, hitlerowcy ujęli wówczas 1500 osób, partyzantów i mieszkańców okolicznych wsi. Mimo tortur nikogo nie wydał, razem z innymi jeńcami został spalony w stodole we wsi Jarosziwka. Jego prochy spoczęły w zbiorowej mogile w Tomaszówce. Pośmiertnie dekretem z 7 sierpnia 1944 nadano mu tytuł Bohatera Związku Radzieckiego.

## Dorobek naukowy
Opublikował prace dotyczące zapobiegania i leczenia chorób krocza wywołanych podczas porodu (1938), leczenia przetoki pęcherza moczowego i pochwy (1940). Proponował stosowanie fistulografii podczas transplantacji łożyska przy ukrytych wadach pęcherza moczowego.